# Plutonismo
Il Plutonismo è una teoria proposta del geologo scozzese James Hutton nella seconda metà del XVIII secolo, secondo la quale, nei processi generatori di rocce, dovevano essere presi in considerazione anche quelli magmatici, attribuibili cioè al "calore sotterraneo". Il nome deriva da Plutone, l'antica divinità della mitologia romana, signore dell'Ade, il sotterraneo mondo degli Inferi.
Il Plutonismo si contrapponeva al Nettunismo, la teoria proposta dal geologo tedesco Abraham Gottlob Werner, secondo la quale tutte le rocce avevano un'origine marina (Nettuno, nella mitologia romana, era il dio delle acque e del mare). Secondo il Nettunismo, il centro della Terra sarebbe stato freddo e solido ed il suo nucleo composto di pietra dura. Le rocce e le montagne avrebbero avuto origine da processi di sedimentazione marina ed il materiale eruttato dai vulcani non avrebbe avuto origine dalle profondità della litosfera ma sarebbe stato alimentato da un processo di "cottura" di strati di carbonio. Secondo il nettunismo, infatti, tutti i materiali presenti sulla crosta terrestre sarebbero stati depositati in seguito al ritirarsi di un grande mare che originariamente ricopriva tutta la terra.
Hutton, il teorico del Plutonismo, ipotizzava invece la fuoriuscita del calore terrestre per mezzo di periodiche eruzioni vulcaniche le quali avrebbero determinato un innalzamento del suolo. I successivi processi erosivi avrebbero contribuito a ridurre l'altezza dei rilievi e veicolato i detriti in mare. Per il calore interno della Terra, in mare i sedimenti si sarebbero fusi e spinti nuovamente verso l'alto ricominciando il ciclo di sollevamenti, erosioni e fusioni.
La diatriba tra plutonisti e nettunisti ha svolto un ruolo molto importante nello sviluppo della geologia. Per decenni, tra la fine del XVIII secolo e i primi decenni del XIX, fu un cercare con accanimento, se non addirittura con violenza, prove a favore dell'una o l'altra teoria. In ogni caso il dibattito, e la ricerca che ne seguì, portò alla nascita della geologia moderna. Verso gli anni venti dell'800 era ormai pacificamente accettato che il basalto o il granito avessero un'origine vulcanica, e non sedimentaria, come avevano teorizzato i nettunisti. D'altronde anche le teorie dei nettunisti, pur confutate alla lunga distanza, furono feconde per il progresso della geologia. È di origine nettunista, per esempio, la teoria che i sedimenti si consolidano per compattazione e cementazione di granuli, come pure l'ipotesi della stratigrafia delle rocce e della loro correlazione.
Plutonismo e nettunismo erano correlati alla contrapposizione solidismo e fluidismo che vivacizzavano le speculazioni sulla natura quantitativa e qualitativa del centro della Terra.